# Jack McMillan (cầu thủ bóng đá người Scotland)
Jack McMillan (sinh ngày 18 tháng 12 năm 1997) là một cầu thủ bóng đá người Scotland thi đấu ở vị trí hậu vệ cho Livingston. Anh trước đó thi đấu cho Motherwell.

## Sự nghiệp
McMillan là sản phẩm của the Học viện Motherwell. Anh có màn ra mắt cho Motherwell vào ngày 15 tháng 10 năm 2016, trong thất bại 2–0 trước Celtic.
Vào ngày 2 tháng 12 năm 2016, McMillan ký bản hợp đồng 2,5 năm với Motherwell.
Vào ngày 31 tháng 8 năm 2017, McMillan chuyển đi theo dạng cho mượn đến Livingston đến tháng 1 năm 2018. Sau đó anh chuyển đi vĩnh viễn vào ngày 19 tháng 1 năm 2018, ký đến mùa hè năm 2019.

## Thống kê sự nghiệp
Tính đến 19 tháng 1 năm 2018 
| Câu lạc bộ        | Mùa giải  | Giải vô địch          | Giải vô địch | Giải vô địch | Cúp bóng đá Scotland | Cúp bóng đá Scotland | Cúp Liên đoàn | Cúp Liên đoàn | Khác    | Khác      | Tổng    | Tổng      |
| Câu lạc bộ        | Mùa giải  | Division              | Số trận      | Bàn thắng    | Số trận              | Bàn thắng            | Số trận       | Bàn thắng     | Số trận | Bàn thắng | Số trận | Bàn thắng |
| ----------------- | --------- | --------------------- | ------------ | ------------ | -------------------- | -------------------- | ------------- | ------------- | ------- | --------- | ------- | --------- |
| Motherwell        | 2016–17   | Scottish Premiership  | 14           | 0            | 1                    | 0                    | 0             | 0             | 2       | 0         | 17      | 0         |
| Motherwell        | 2017–18   | Scottish Premiership  | 0            | 0            | 0                    | 0                    | 1             | 0             | 2       | 0         | 3       | 0         |
| Motherwell        | Tổng cộng | Tổng cộng             | 14           | 0            | 1                    | 0                    | 1             | 0             | 4       | 0         | 20      | 0         |
| Livingston (mượn) | 2017–18   | Scottish Championship | 6            | 1            | 0                    | 0                    | 0             | 0             | 0       | 0         | 6       | 1         |
| Livingston        | 2017–18   | Scottish Championship | 0            | 0            | 0                    | 0                    | 0             | 0             | 0       | 0         | 0       | 0         |
| Tổng cộng         | Tổng cộng | Tổng cộng             | 20           | 1            | 1                    | 0                    | 1             | 0             | 4       | 0         | 26      | 1         |

1. 1 2  Số lần ra sân for Motherwell under-20s tại Scottish Challenge Cup